# Persone di nome Lauren
| Questa pagina contiene informazioni ricavate automaticamente dalle voci biografiche con l'ausilio del template Bio e di un bot. L'aggiornamento è periodico e automatico e ricostruisce completamente la pagina. Se manca una persona in questa lista, sei pregato di non aggiungerla, ma accertati piuttosto che la sua voce biografica contenga il template Bio e che i dati anagrafici siano correttamente compilati. Se il template Bio manca, inseriscilo tu stesso o, in alternativa, metti l'avviso {{tmp\|Bio}} che ne segnala la mancanza. Se i dati riportati sono sbagliati, correggi direttamente la voce biografica; le modifiche saranno visibili in questa lista entro pochi giorni. Per chiarimenti vedi il progetto antroponimi. La lista contiene solo le 129 persone che sono citate nell'enciclopedia e per le quali è stato implementato correttamente il template Bio. Pagina aggiornata al 22 lug 2025. |

Questa è una lista di persone presenti nell'enciclopedia che hanno il nome Lauren, suddivise per attività principale.

## Animatrici(1)
- Lauren Faust, animatrice statunitense (Annapolis, n. 1974)

## Arbitri di pallacanestro(1)
- Lauren Holtkamp, arbitro di pallacanestro statunitense (Jefferson City, n. 1980)

## Arbitri di rugby a 15(1)
- Lauren Jenner, arbitro di rugby a 15 neozelandese (Mount Maunganui, n. 1997)

## Artisti marziali misti(1)
- Lauren Murphy, artista marziale misto statunitense (Anchorage, n. 1983)

## Attrici(32)
- Lauren Ambrose, attrice statunitense (New Haven, n. 1978)
- Lauren Ash, attrice e doppiatrice canadese (Belleville, n. 1983)
- Lauren Bittner, attrice statunitense (New York, n. 1980)
- Lauren Bowles, attrice statunitense (Washington, n. 1970)
- Lauren Buglioli, attrice statunitense (Los Angeles, n. 1987)
- Lauren Ashley Carter, attrice statunitense
- Lauren Cohan, attrice e modella statunitense (Cherry Hill, n. 1982)
- Lauren Collins, attrice canadese (Thornhill, n. 1986)
- Lauren German, attrice statunitense (Huntington Beach, n. 1978)
- Lauren Graham, attrice, produttrice televisiva e scrittrice statunitense (Honolulu, n. 1967)
- Lauren Holly, attrice statunitense (Bristol, n. 1963)
- Lauren Holt, attrice e comica statunitense (Charlotte, n. 1991)
- Joy Lauren, attrice statunitense (Atlanta, n. 1989)
- Lauren Koslow, attrice statunitense (Boston, n. 1953)
- Lauren LaVera, attrice statunitense (Filadelfia, n. 1994)
- Lauren Lane, attrice statunitense (Oklahoma City, n. 1961)
- Lauren Lapkus, attrice e comica statunitense (Evanston, n. 1985)
- Lauren Lee Smith, attrice canadese (Vancouver, n. 1980)
- Lauren London, attrice statunitense (Los Angeles, n. 1984)
- Lauren Lyle, attrice britannica (Glasgow, n. 1993)
- Lauren Maher, attrice statunitense (Boynton Beach)
- Lauren McCrostie, attrice britannica (Londra, n. 1996)
- Keke Palmer, attrice, cantante e doppiatrice statunitense (Robbins, n. 1993)
- Lauren Patten, attrice statunitense (Downers Grove, n. 1992)
- Lauren Ridloff, attrice e insegnante statunitense (Chicago, n. 1978)
- Lauren Socha, attrice britannica (Derby, n. 1990)
- Lauren Stamile, attrice statunitense (Tulsa, n. 1976)
- Lauren Storm, attrice statunitense (Chicago, n. 1987)
- Lauren Tom, attrice e doppiatrice statunitense (Chicago, n. 1961)
- Lauren Tsai, attrice, modella e illustratrice statunitense (Massachusetts, n. 1998)
- Lauren Ward, attrice e cantante statunitense (Lincoln, n. 1970)
- Lauren Worsham, attrice e soprano statunitense (Austin, n. 1982)

## Attrici pornografiche(5)
- Lauren Brice, attrice pornografica statunitense (Decatur, n. 1962 - St. Augustine, † 2015)
- Porsche Lynn, ex attrice pornografica statunitense (St. Johns, n. 1962)
- Lauren Phillips, attrice pornografica statunitense (Atlantic City, n. 1987)
- Lauren Phoenix, ex attrice pornografica canadese (Toronto, n. 1979)
- Dakota Skye, attrice pornografica statunitense (Tampa, n. 1994 - Los Angeles, † 2021)

## Attrici teatrali(1)
- Lauren Kennedy, attrice teatrale statunitense (Raleigh, n. 1973)

## Autrici televisivi(1)
- Lauren Gussis, autrice televisiva e produttrice televisiva statunitense

## Bobbiste(1)
- Lauren Gibbs, bobbista statunitense (Los Angeles, n. 1984)

## Calciatori(1)
- Lauren, ex calciatore camerunese (Kribi, n. 1977)

## Calciatrici(6)
- Lauren Hemp, calciatrice inglese (North Walsham, n. 2000)
- Lauren Holiday, ex calciatrice statunitense (Indianapolis, n. 1987)
- Lauren James, calciatrice britannica (Londra, n. 2001)
- Lauren Eduarda Leal Costa, calciatrice brasiliana (Votorantim, n. 2002)
- Lauren Silver, calciatrice giamaicana (Miami, n. 1993)
- Lauren Wade, calciatrice nordirlandese (n. 1993)

## Canottiere(3)
- Lauren Henry, canottiera britannica (Lutterworth, n. 2001)
- Lauren Schmetterling, canottiera statunitense (Voorhees, n. 1988)
- Lauren Wilkinson, canottiera canadese (Vancouver, n. 1989)

## Cantanti(7)
- Lauren Alaina, cantante statunitense (Rossville, n. 1994)
- Lauren Bennett, cantante, ballerina e modella britannica (Kent, n. 1989)
- Lauren Daigle, cantante statunitense (Lafayette, n. 1991)
- Lauren Harris, cantante inglese (Londra, n. 1984)
- Lauren Platt, cantante, attrice e conduttrice televisiva britannica (Billericay, n. 1997)
- Lauren Mayberry, cantante, cantautrice e giornalista scozzese (Thornhill, n. 1987)
- Lauren Spencer-Smith, cantante canadese (Portsmouth, n. 2003)

## Cantautrici(4)
- Lauren Aquilina, cantautrice britannica (Bristol, n. 1995)
- Ren Harvieu, cantautrice britannica (Città di Salford, n. 1990)
- Indiana, cantautrice britannica (Loughborough, n. 1987)
- Lauren Jauregui, cantautrice e attivista statunitense (Miami, n. 1996)

## Cestiste(5)
- Lauren Cox, cestista statunitense (Grapevine, n. 1998)
- Lauren Ervin, ex cestista statunitense (Inglewood, n. 1985)
- Lauren Hill, cestista statunitense (Greendale, n. 1995 - Cincinnati, † 2015)
- Lauren Jackson, ex cestista australiana (Albury, n. 1981)
- Lauren Thomas-Johnson, cestista britannica (Stockport, n. 1988)

## Cestisti(1)
- Laddie Gale, cestista e allenatore di pallacanestro statunitense (Oakridge, n. 1917 - Gold Beach, † 1996)

## Cicliste su strada(1)
- Lauren Stephens, ciclista su strada statunitense (Mesquite, n. 1986)

## Danzatrici(1)
- Lauren Cuthbertson, ballerina britannica (Devon, n. 1984)

## Ginnaste(2)
- Laurie Hernandez, ginnasta statunitense (New Brunswick, n. 2000)
- Lauren Mitchell, ginnasta australiana (Subiaco, n. 1991)

## Giocatrici di beach volley(1)
- Lauren Fendrick, giocatrice di beach volley statunitense (San Diego, n. 1982)

## Giocatrici di softball(1)
- Lauren Lappin, giocatrice di softball statunitense (Anaheim, n. 1984)

## Imprenditrici(1)
- Lauren Boebert, imprenditrice e politica statunitense (Altamonte Springs, n. 1986)

## Modelle(4)
- Lauren Bush, modella e stilista statunitense (Houston, n. 1984)
- Lauren Gold, modella britannica (Londra, n. 1981)
- Lauren McAvoy, modella inglese (Wickford, n. 1987)
- Lauren Nelson, modella statunitense (Lawton, n. 1986)

## Nuotatrici(4)
- Lauren Boyle, ex nuotatrice neozelandese (Auckland, n. 1987)
- Lauren Cox, nuotatrice britannica (Leamington Spa, n. 2001)
- Lauren van Oosten, nuotatrice canadese (Nanaimo, n. 1978)
- Lauren Perdue, nuotatrice statunitense (Charlottesville, n. 1991)

## Pallanuotiste(1)
- Lauren Wenger, ex pallanuotista statunitense (Long Beach, n. 1984)

## Pallavoliste(11)
- Lauren Barfield, pallavolista statunitense (Tacoma, n. 1990)
- Lauren Carlini, pallavolista statunitense (Geneva, n. 1995)
- Lauren Cook, pallavolista statunitense (San Diego, n. 1991)
- Lauren Gibbemeyer, pallavolista statunitense (Saint Paul, n. 1988)
- Lauren Page, pallavolista statunitense (Riverside, n. 1996)
- Lauren Paolini, ex pallavolista statunitense (Ann Arbor, n. 1987)
- Lauren Plum, pallavolista statunitense (Poway, n. 1992)
- Lauren Stivrins, pallavolista statunitense (n. 1998)
- Lauren Van Orden, ex pallavolista e allenatrice di pallavolo statunitense (Highlands Ranch, n. 1990)
- Lauren Whyte, pallavolista statunitense (Olmsted Falls, n. 1991)
- Lauren Wicinski, ex pallavolista statunitense (n. 1992)

## Personaggi televisivi(2)
- Lo Bosworth, personaggio televisivo statunitense (Laguna Beach, n. 1986)
- Lauren Conrad, personaggio televisivo, scrittrice e stilista statunitense (Laguna Beach, n. 1986)

## Pistard(3)
- Lauren Bate, ex pistard britannica (Billinge, n. 1999)
- Lauren Bell, pistard britannica (Forres, n. 1999)
- Lauren Ellis, ex pistard e ciclista su strada neozelandese (Ashburton, n. 1989)

## Politiche(1)
- Lauren Underwood, politica statunitense (Mayfield Heights, n. 1986)

## Produttrici cinematografiche(1)
- Lauren Shuler Donner, produttrice cinematografica statunitense (Cleveland, n. 1949)

## Pugili(1)
- Lauren Price, pugile, kickboxer e ex calciatrice gallese (Newport, n. 1994)

## Sceneggiatrici(1)
- Lauren Schmidt Hissrich, sceneggiatrice e produttrice televisiva statunitense (Ohio, n. 1978)

## Schermitrici(1)
- Lauren Scruggs, schermitrice statunitense (Queens, n. 2003)

## Sciatrici alpine(6)
- Laurie Kreiner, ex sciatrice alpina canadese (Timmins, n. 1954)
- Lauren Macuga, sciatrice alpina statunitense (Troy, n. 2002)
- Lauren Ross, ex sciatrice alpina statunitense (n. 1982)
- Lauren Samuels, ex sciatrice alpina statunitense (n. 1992)
- Lauren Van Ness, ex sciatrice alpina statunitense (n. 1983)
- Lauren Woolstencroft, sciatrice alpina canadese (Calgary, n. 1981)

## Scrittrici(7)
- Lauren Beukes, scrittrice sudafricana (Johannesburg, n. 1976)
- Lauren Child, scrittrice e illustratrice britannica (Berkshire, n. 1965)
- Lauren Groff, scrittrice statunitense (Cooperstown, n. 1978)
- Lauren Kate, scrittrice statunitense (Dallas, n. 1981)
- Lauren Morelli, scrittrice e autrice televisiva statunitense (Pittsburgh, n. 1982)
- Lauren Oliver, scrittrice statunitense (Contea di Westchester, n. 1982)
- Lauren Weisberger, scrittrice e giornalista statunitense (Scranton, n. 1977)

## Soprani(1)
- Lauren Flanigan, soprano statunitense (San Francisco, n. 1959)

## Taekwondoka(2)
- Lauren Burns, taekwondoka australiana (Melbourne, n. 1974)
- Lauren Williams, taekwondoka britannica (Blackwood, n. 1999)

## Tenniste(4)
- Lauren Albanese, tennista statunitense (Parkland, n. 1989)
- Lauren Breadmore, ex tennista australiana (Melbourne, n. 1983)
- Lauren Davis, tennista statunitense (Gates Mills, n. 1993)
- Lauren Embree, tennista statunitense (Naples, n. 1991)

## Wrestler(1)
- Angelina Love, wrestler canadese (Toronto, n. 1981)